# اشتراک‌گذاری بار
اشتراک‌گذاری بار اثری از کاهش سیگنال از طریق انتقال بار از یک حوزه الکترونیکی به حوزه دیگر است.

## اشتراک‌گذاری بار در آشکارسازهای تابش با نیم‌رسانا
در آشکارسازهای تابش نیم‌رسانا پیکسلی - مانند آشکارسازهای شمارش فوتون یا آشکارسازهای ترکیبی پیکسلی، اشتراک‌گذاری بار به انتشار بارهای الکتریکی با تأثیر منفی بر کیفیت تصویر اشاره دارد.

### شکل‌گیری اشتراک‌گذاری بار
در لایه آشکارساز فعال آشکارسازهای فوتون، فوتون‌های فرودی از طریق اثر فوتوالکتریک به جفت الکترون-حفره تبدیل می‌شوند. ابر بار حاصل از طریق بایاس ولتاژ اعمال شده به سمت الکترونیک بازخوانی شتاب می‌گیرد. به دلیل انرژی گرمایی و دافعه ناشی از میدان‌های الکتریکی در داخل چنین وسیله ای، ابر بار منتشر می‌شود و به‌طور مؤثر اندازه جانبی آن بزرگتر می‌شود. در آشکارسازهای پیکسلی، این اثر می‌تواند منجر به شناسایی بخش‌هایی از اَبْر بار اولیه در پیکسل‌های همسایه شود. همان‌طور که احتمال این هم‌گذری (به انگلیسی: cross talk) به سمت لبه‌های پیکسل افزایش می‌یابد، در آشکارسازهایی با اندازه پیکسل کوچکتر برجسته تر است. علاوه بر این، فلورسانس ماده آشکارساز در بالای لبه K آن می‌تواند منجر به حامل‌های بار اضافی شود که بر اثر اشتراک‌گذاری بار می‌افزاید. به خصوص در آشکارسازهای شمارش فوتون، اشتراک‌گذاری بار می‌تواند منجر به خطا در شمارش سیگنال شود.

### مشکلات اشتراک‌گذاری بار
به ویژه در آشکارسازهای شمارش فوتون، انرژی یک فوتون فرودی با مجموع خالص بار در ابر بار اولیه در ارتباط است. این نوع آشکارسازها اغلب از آستانه‌هایی استفاده می‌کنند تا بتوانند در یک سطح نویز خاص عمل کنند و همچنین فوتون‌های فرود را با انرژی‌های مختلف متمایز کنند. اگر قسمت معینی از ابر بار در حال انتشار به الکترونیک‌های خواندنی پیکسل مجاور باشد، این امر منجر به تشخیص دو رویداد با انرژی کمتر از فوتون اولیه می‌شود. علاوه بر این، اگر بار حاصل در یکی از پیکسل‌های آسیب دیده کوچکتر از آستانه باشد، رویداد به عنوان نویز کنار گذاشته می‌شود. به‌طور کلی، این منجر به دست کم گرفتن انرژی فوتون‌های فرودی می‌شود. ثبت یک فوتون فرودی در چندین پیکسل، وضوح فضایی را کاهش می‌دهد، زیرا اطلاعات مربوط به برهم کنش اولیه ضایع می‌شود. علاوه بر این، این اثر منجر به کاهش قدرت تفکیک انرژی به دلیل دست کم گرفتن کلی می‌شود. به خصوص در کاربردهای پزشکی، اشتراک‌گذاری بار بازده دوز را کاهش می‌دهد، به این معنی که نسبت مفید دوز تصادفی برای کاربردهای تصویربرداری کاهش می‌یابد.

### تصحیح اشتراک‌گذاری بار
رویکردهای متعددی در مورد تصحیح اشتراک‌گذاری بار وجود دارد. یک رویکرد، نادیده گرفتن همه رویدادها است، جایی که در یک پنجره زمانی یک پاسخ آشکارساز در بیش از یک پیکسل متناظر وجود دارد - که کارایی آشکارساز را به شدت کاهش می‌دهد و حداکثر شمارش ممکن را محدود می‌کند. رویکرد دیگر افزودن سطوح پایین سیگنال رویدادهای مرتبط در پیکسل‌های همسایه و نسبت دادن به پیکسل با بزرگ‌ترین سیگنال است. سایر روش‌های اصلاح اساساً بر یک دکانولوشن در حوزه سیگنال تکیه می‌کنند و پاسخ آشکارساز سنجیده شده را در نظر می‌گیرند.

## اشتراک‌گذاری بار در الکترونیک دیجیتال
در الکترونیک‌های دیجیتال، اشتراک‌گذاری بار یک پدیده یکپارچگی سیگنال نامطلوب است که بیشتر در خانواده مدارهای دیجیتال منطقی دومینو مشاهده می‌شود. مشکل اشتراک‌گذاری بار زمانی رخ می‌دهد که بار ذخیره شده در گره خروجی در مرحله پیش بار بین ظرفیت‌های خروجی یا اتصال ترانزیستورهایی که در مرحله ارزیابی هستند، تقسیم شود. اشتراک‌گذاری بار ممکن است سطح ولتاژ خروجی را کاهش دهد یا حتی باعث ایجاد مقدار خروجی اشتباه شود.